# Newton Heath F.C. mùa bóng 1898–99
Mùa giải 1898-1899 là mùa thứ bảy của Newton Heath trong giải Liên đoàn bóng đá và đứng thứ năm trong giải bóng đá hạng hai. Đội bóng hoàn thành vị trí thứ tư trong giải đấu, với kết quả đó không đủ giúp Đội bóng dự trận đấu loại để có cơ hội trở lại giải hạng Nhất. Tại giải FA Cup, Đội bóng gặp lại Tottenham Hotspur tại sân nhà Bank Street sau trận hòa 1-1 tại sân Northumberland Park, trước khi thua 5-3 trong trận đá lại.
Câu lạc bộ cũng tham gia giải Lancashire Senior Cup và Manchester Senior Cup trong mùa giải 1898-1899, Câu lạc bộ nói lời tạm biệt với vòng thứ ba của Manchester Senior Cup, khi thua 4-1 trước Bury. Tương tự ở giải Lancashire Cup, khi Đội bóng đánh bại Darwen với tỷ số 5-0 ở vòng đầu tiên trước khi để thua với tỷ số 6-1 bởi Blackburn Rovers ở vòng thứ hai.

## Giải bóng đá hạng hai (Second Division)
| Thời gian            | Đối thủ              | H/A | Tỷ số Bt-Bb | Cầu thủ ghi bàn                                          | Số lượng khán giả |
| -------------------- | -------------------- | --- | ----------- | -------------------------------------------------------- | ----------------- |
| 3 tháng 9 năm 1898   | Gainsborough Trinity | A   | 2 – 0       | Bryant, Cassidy                                          | 2,000             |
| 10 tháng 9 năm 1898  | Manchester City      | H   | 3 – 0       | Boyd, Cassidy (2, 1 pen.)                                | 20,000            |
| 17 tháng 9 năm 1898  | Glossop              | A   | 2 – 1       | Bryant, Cassidy                                          | 6,000             |
| 24 tháng 9 năm 1898  | Walsall              | H   | 1 – 0       | Gillespie                                                | 8,000             |
| 1 tháng 10 năm 1898  | Burton Swifts        | A   | 1 – 5       | Boyd                                                     | 2,000             |
| 8 tháng 10 năm 1898  | Burslem Port Vale    | H   | 2 – 1       | Bryant, Cassidy                                          | 10,000            |
| 15 tháng 10 năm 1898 | Small Heath          | A   | 1 – 4       | Cassidy                                                  | 5,000             |
| 22 tháng 10 năm 1898 | Loughborough         | H   | 6 – 1       | Brooks (2), Cassidy (2), Collinson (2)                   | 2,000             |
| 5 tháng 11 năm 1898  | Grimsby Town         | H   | 3 – 2       | Brooks, Cassidy, Gillespie                               | 5,000             |
| 12 tháng 11 năm 1898 | Barnsley             | H   | 0 – 0       |                                                          | 6,000             |
| 19 tháng 11 năm 1898 | New Brighton Tower   | A   | 3 – 0       | Collinson (2), Cunningham                                | 5,000             |
| 26 tháng 11 năm 1898 | Lincoln City         | H   | 1 – 0       | Bryant                                                   | 4,000             |
| 3 tháng 12 năm 1898  | Woolwich Arsenal     | A   | 1 – 5       | Collinson                                                | 6,000             |
| 10 tháng 12 năm 1898 | Blackpool            | H   | 3 – 1       | Cassidy, Collinson, Cunningham                           | 5,000             |
| 17 tháng 12 năm 1898 | Leicester Fosse      | A   | 0 – 1       |                                                          | 8,000             |
| 24 tháng 12 năm 1898 | Darwen               | H   | 9 – 0       | Bryant (3), Cassidy (3), Gillespie (2), Radcliffe (o.g.) | 2,000             |
| 26 tháng 12 năm 1898 | Manchester City      | A   | 0 – 4       |                                                          | 25,000            |
| 31 tháng 12 năm 1898 | Gainsborough Trinity | H   | 6 – 1       | Collinson (2), Bryant, Boyd, Cartwright, Draycott        | 2,000             |
| 2 tháng 1, 1899      | Burton Swifts        | H   | 2 – 2       | Boyd, Cassidy                                            | 6,000             |
| 14 tháng 1, 1899     | Glossop              | H   | 3 – 0       | Cunningham, Erentz, Gillespie                            | 12,000            |
| 21 tháng 1, 1899     | Walsall              | A   | 0 – 2       |                                                          | 3,000             |
| 4 tháng 2 năm 1899   | Burslem Port Vale    | A   | 0 – 1       |                                                          | 6,000             |
| 18 tháng 2 năm 1899  | Loughborough         | A   | 1 – 0       | Bryant                                                   | 1,500             |
| 25 tháng 2 năm 1899  | Small Heath          | H   | 2 – 0       | Boyd, Roberts                                            | 12,000            |
| 4 tháng 3 năm 1899   | Grimsby Town         | A   | 0 – 3       |                                                          | 4,000             |
| 18 tháng 3 năm 1899  | New Brighton Tower   | H   | 1 – 2       | Cassidy                                                  | 20,000            |
| 25 tháng 3 năm 1899  | Lincoln City         | A   | 0 – 2       |                                                          | 3,000             |
| 1 tháng 4 năm 1899   | Woolwich Arsenal     | H   | 2 – 2       | Bryant, Cassidy                                          | 5,000             |
| 3 tháng 4 năm 1899   | Blackpool            | A   | 1 – 0       | Cassidy                                                  | 3,000             |
| 4 tháng 4 năm 1899   | Barnsley             | A   | 2 – 0       | Lee (2)                                                  | 4,000             |
| 8 tháng 4 năm 1899   | Luton Town           | A   | 1 – 0       | Lee                                                      | 1,500             |
| 12 tháng 4 năm 1899  | Luton Town           | H   | 5 – 0       | Cartwright, Cassidy, Gillespie, Lee, Morgan              | 3,000             |
| 15 tháng 4 năm 1899  | Leicester Fosse      | H   | 2 – 2       | Cassidy, Gillespie                                       | 7,000             |
| 22 tháng 4 năm 1899  | Darwen               | A   | 1 – 1       | Morgan                                                   | 1,000             |

| # | Câu lạc bộ         | Tr | T  | H | B  | Bt | Bb | Hs | Điểm |
| - | ------------------ | -- | -- | - | -- | -- | -- | -- | ---- |
| 3 | Leicester Fosse    | 34 | 18 | 9 | 7  | 64 | 42 | 22 | 45   |
| 4 | Newton Heath       | 34 | 19 | 5 | 10 | 67 | 43 | 24 | 43   |
| 5 | New Brighton Tower | 34 | 18 | 7 | 9  | 71 | 52 | 19 | 43   |

## FA Cup
| Thời gian          | Vòng đấu                 | Đối thủ           | H/A | Tỷ số Bt-Bb | Cầu thủ ghi bàn | Số lượng khán giả |
| ------------------ | ------------------------ | ----------------- | --- | ----------- | --------------- | ----------------- |
| 28 tháng 1, 1899   | Vòng 1                   | Tottenham Hotspur | A   | 1 – 1       | Cassidy         | 15,000            |
| 1 tháng 2 năm 1899 | Vòng 1 Trận đấu chơi lại | Tottenham Hotspur | H   | 3 – 5       | Bryant (3)      | 6,000             |